# Platyzoa
Super-embranchement
Embranchements de rang inférieur
- Acantocephala
- Gastrotricha
- clade Gnathifera
  - Gnathostomulida
  - Micrognathozoa
  - Rotifera
- Orthonectida?
- Platyhelminthes

Classification phylogénétique
- Bilatériens
  - Protostomiens
    - Chétognathes ?
    - Lophotrochozoaires
      - Ectoproctes
      - Rhombozoaires
      - Platyzoaires
        - Gnathifères
          - Syndermés

        - Gastrotriches
        - Plathelminthes

      - Phoronozoaires
      - Eutrochozoaires

    - Ecdysozoaires

  - Mésozoaires ?
  - Deutérostomiens

Les Platyzoaires (Platyzoa, du grec platús 'plat' et zōon 'animal') forment un super-embranchement d'animaux protostomiens, ils réunissent les vers plats et les animaux qui leur sont phylogénétiquement proches.

## Histoire du taxon
Le taxon a été créé par Thomas Cavalier-Smith en 1998. Il comprend tous les gnathifères en son sein.
Peterson & Eernisse 2001 y ont remplacé les Gastrotriches par les Cycliophores.

## Liste des sous-taxons
Selon ITIS (7 mars 2016) :
- embranchement Acanthocephala Rudolphi, 1802
- embranchement Gastrotricha Metschnikoff, 1865
- embranchement Gnathostomulida Sterrer, 1972
- embranchement Micrognathozoa Kristensen & Funch, 2000
- embranchement Orthonectida Giard, 1877
- embranchement Platyhelminthes Minot, 1876
- embranchement Rhombozoa van Beneden, 1876
- embranchement Rotifera Cuvier, 1817

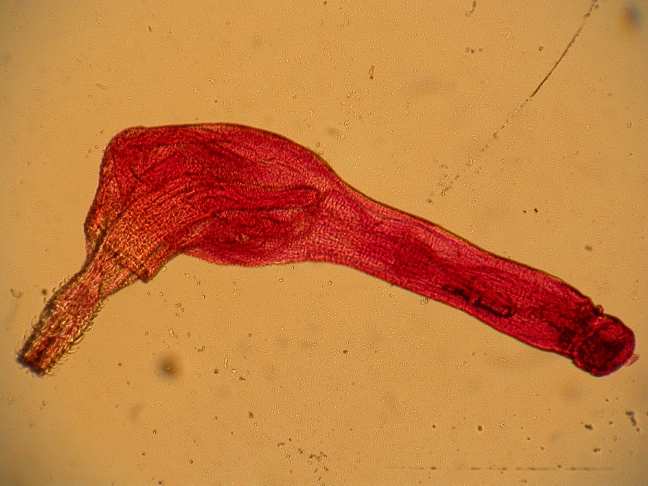
Corynosoma wegeneri (Acanthocephala)
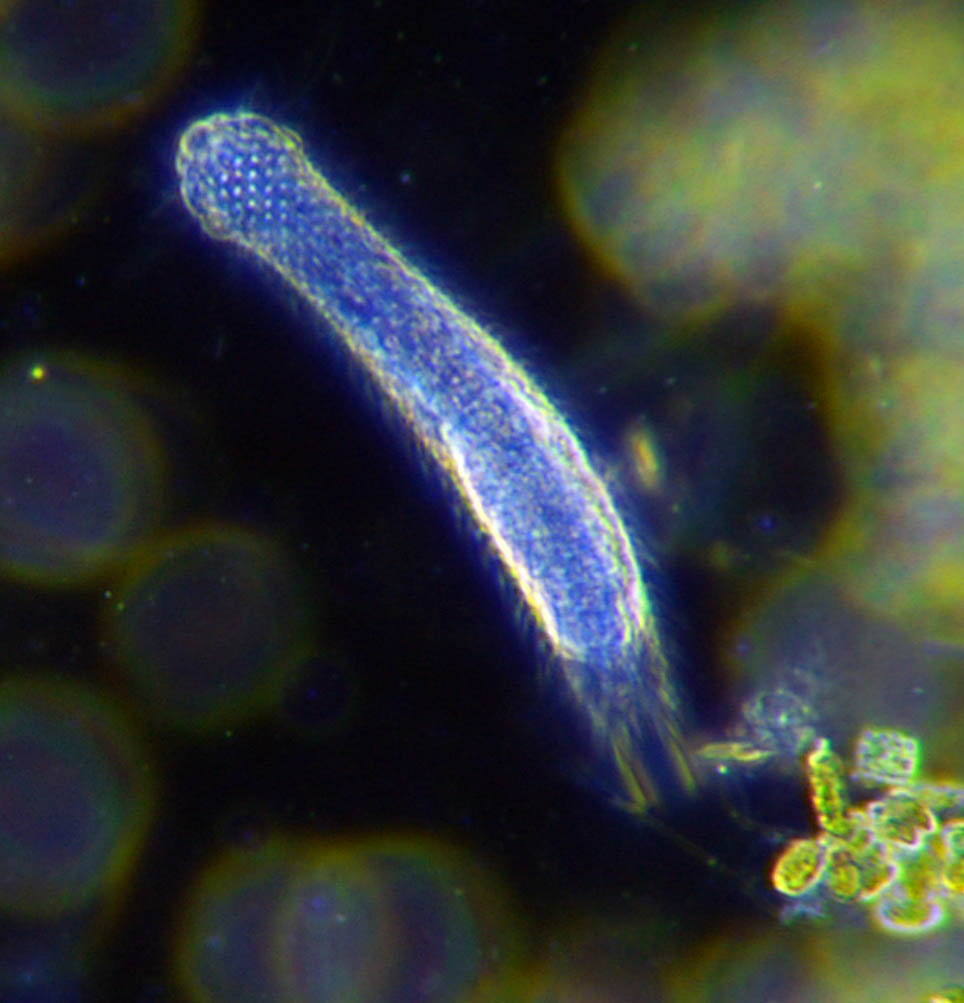
un Gastrotricha
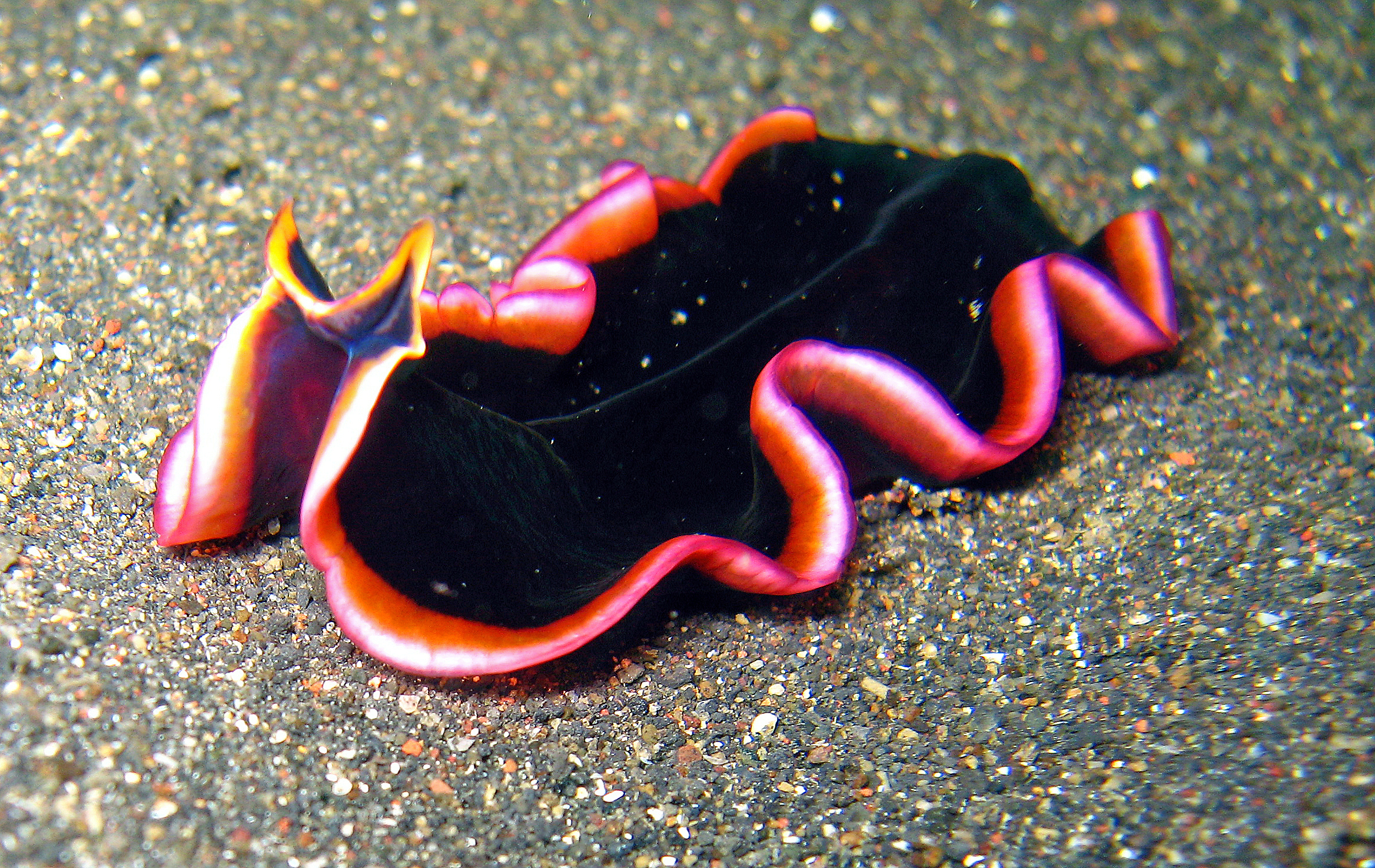
Pseudobiceros hancockanus (Plathelminthes)
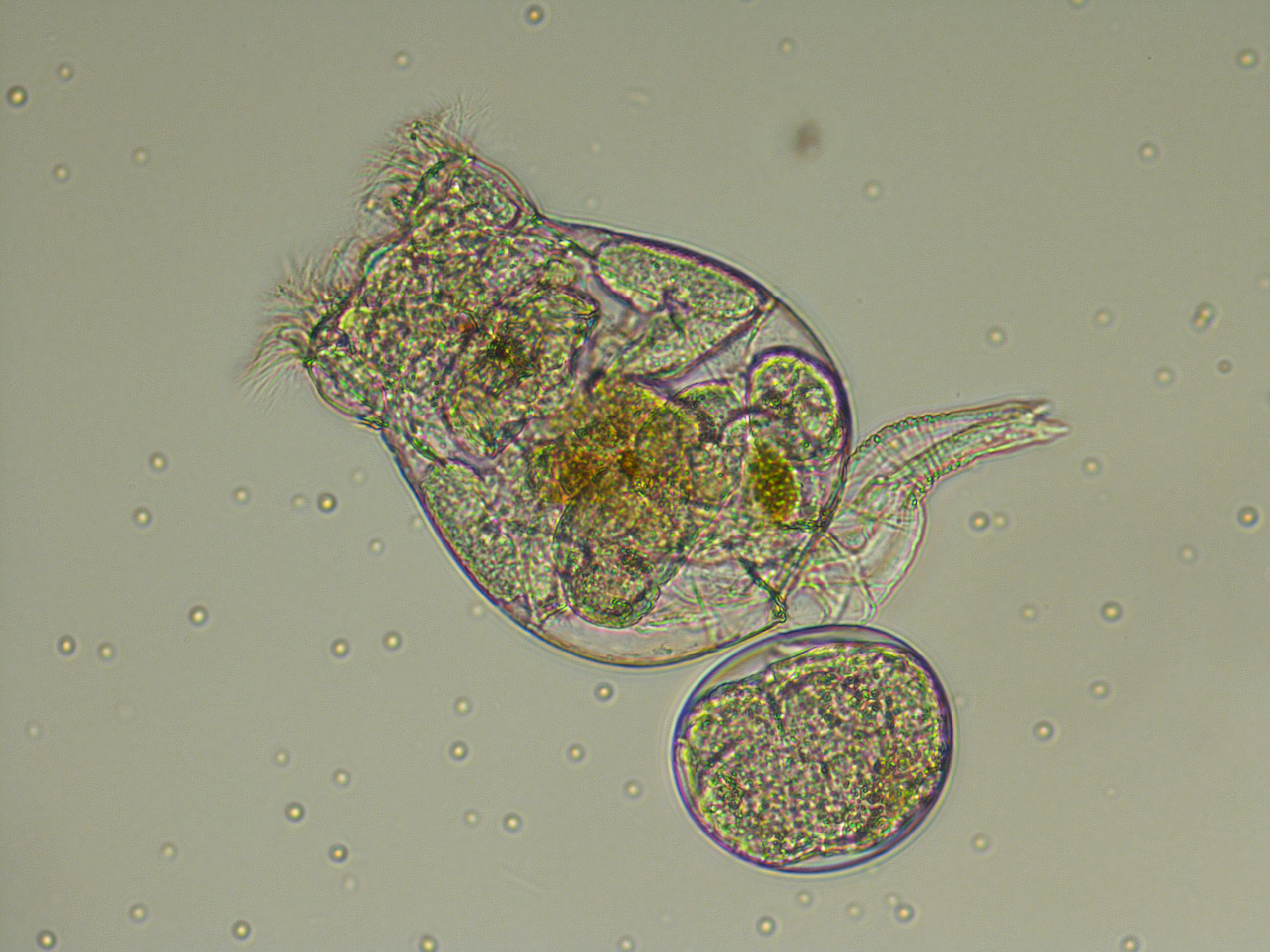
Brachionus plicatilis (Rotifera)
Schéma de Limnognathia maerski, l'unique Micrognathozoa connu
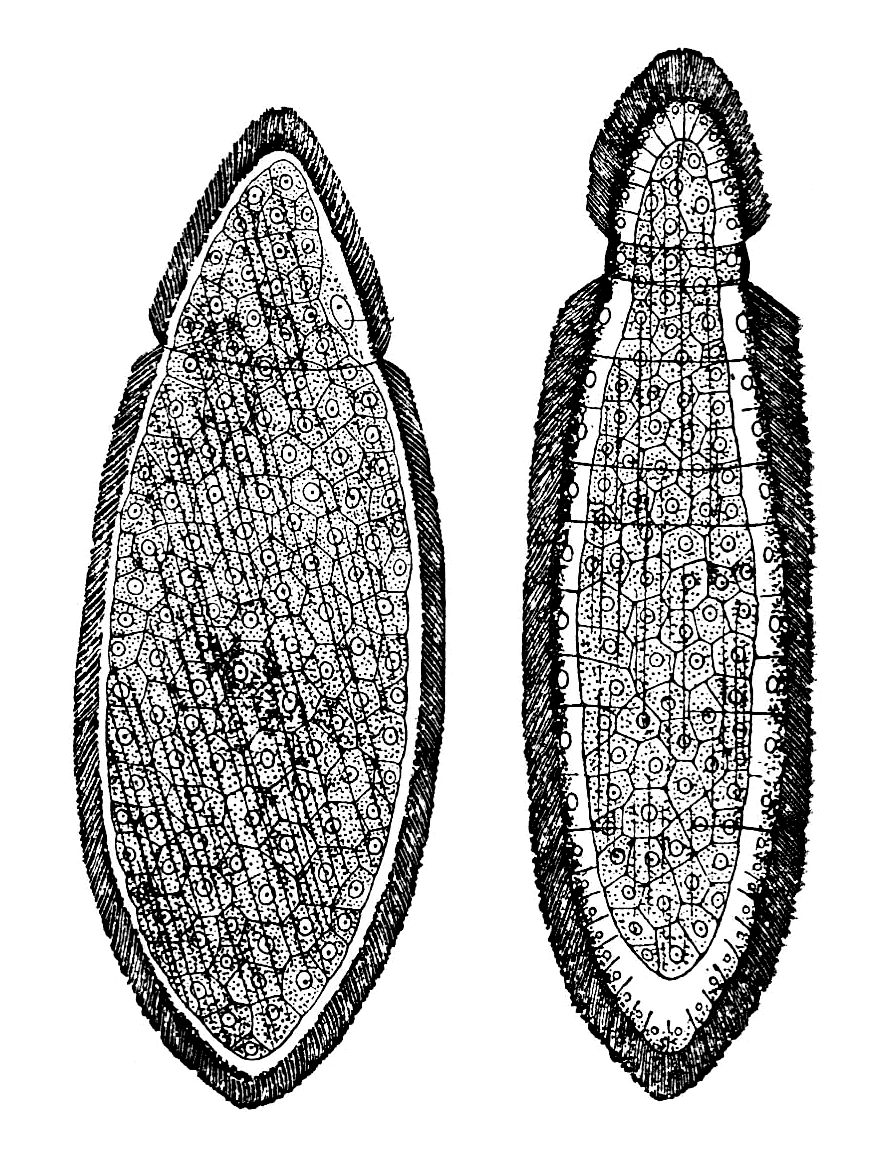
Schéma d'un Orthonectida
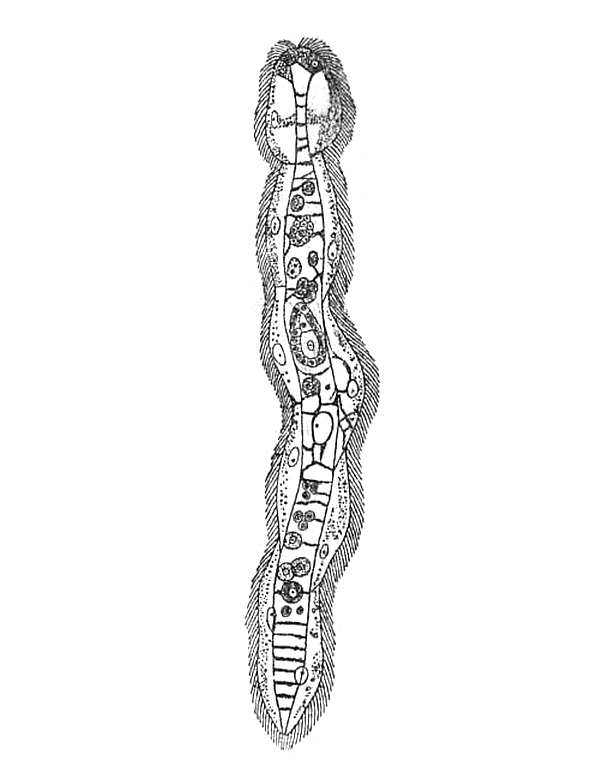
Schéma de Dicyema macrocephalum (Rhombozoa)
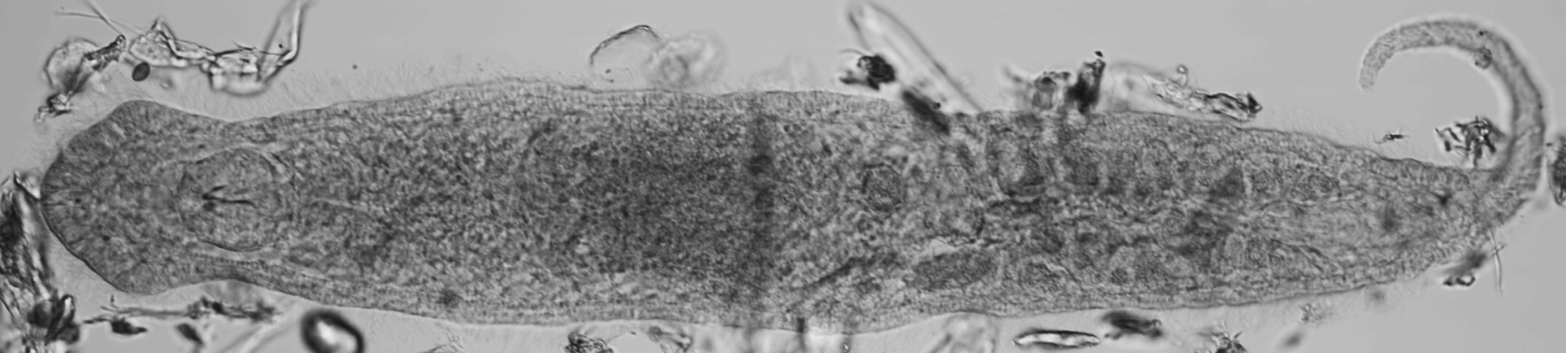
Gnathostomula paradoxa (Gnathostomulida)